# Lajos Rácz
Lajos Rácz (Budapest, 1º luglio 1952) è un ex lottatore ungherese, specializzato nella lotta greco-romana.

## Palmarès

### Olimpiadi
- 1 medaglia:
  - 1 argento (Mosca 1980 nei 52 kg)

### Mondiali
- 1 medaglia:
  - 1 oro (San Diego 1979 nei 52 kg)